# Running High
「Running High」（ランニング・ハイ）は、下野紘の3枚目のシングル。2017年4月19日にポニーキャニオンから発売された。

## 制作
「Running High」は初のテレビアニメ主題歌であるため、新たな方向性を意識して制作された。起用された『カブキブ!』が部活を舞台にしたストーリーであるため、青春をイメージした前向きな楽曲に決定した。詞は「青春」と「四字熟語」、「ことわざ」を組み込んだ構成。
「Pleasure」は一歩を踏み出そうとしている人に向けて制作。未来に対し、「自分なりに頑張ればいい」というメッセージを込めている。花見の席で盛り上がれる曲をオーダーした、桜をイメージした楽曲。

## 音楽性
収録曲2曲は盛り上がる曲。「Running High」は青春を全面に打ち出している。学校の廊下を駆け抜けるような曲であり、サビは曲、詞共に青空が見えるイメージ。「夢に向かって突き進むことの大切さ」、「青春時代の過ごし方で未来は変わる」というメッセージを込めている。

## リリース
前作「ONE CHANCE」から8カ月ぶりのリリース。初回限定盤（PCCG.01589）、通常盤（PCCG.70365）、アニメ盤（PCCG.70366）、きゃにめ限定盤（SCCG.00019）の4種形態。初回限定盤には「Running High」のミュージックビデオ、きゃにめ限定盤には「Running High」のミュージックビデオ、メイキング映像が収録されたDVDが同梱されている。

## アートワーク、パッケージ
ジャケット写真は、楽曲のイメージの「青空」をテーマにビルの屋上で撮影。アートワークのコンセプトは、楽曲のイメージの青春感から「スカジャン」、「Gジャン」を取り入れた。

## 批評
CDジャーナルは、爽やかかつ熱いロックチューンであり、やんちゃな印象の下野の持ち味が活かされていると評した。

## ミュージック・ビデオ
「Running High」にはミュージックビデオが制作されている。撮影は銚子市立銚子高等学校で行われた。2017年3月10日にポニーキャニオンのYouTubeチャンネル「Anime PONY CANYON」で試聴PVが配信された。崖と砂浜を舞台にし、「青空」をイメージした映像。

## メディアでの使用
| Running High | テレビアニメ『カブキブ!』オープニングテーマ、第12話エンディングテーマ |

## シングル収録内容
| 全作詞: RUCCA。 |                         |           |              |      |
| #               | タイトル                | 作詞      | 作曲・編曲   | 時間 |
| 1.              | 「Running High」        | RUCCA     | 高橋諒       | 4:13 |
| 2.              | 「Pleasure」            | RUCCA     | Meis Clauson | 4:09 |
| 3.              | 「Running High」(Inst.) | RUCCA     |              | 4:13 |
| 4.              | 「Pleasure」(Inst.)     | RUCCA     |              | 4:07 |
| 合計時間:       | 合計時間:               | 合計時間: | 16:42        |      |

| #  | タイトル                             | 作詞 | 作曲・編曲 |
| -- | ------------------------------------ | ---- | ---------- |
| 1. | 「Running High」(ミュージックビデオ) |      |            |

| #  | タイトル                             | 作詞 | 作曲・編曲 |
| -- | ------------------------------------ | ---- | ---------- |
| 1. | 「Running High」(ミュージックビデオ) |      |            |
| 2. | 「Running High」(メイキング)         |      |            |

## チャート
| チャート（2017年）                | 最高位 |
| --------------------------------- | ------ |
| オリコン                          | 11     |
| Billboard Japan Hot 100           | 49     |
| Billboard Japan Hot Animation     | 14     |
| Billboard Japan Top Singles Sales | 14     |

## スタッフ・クレジット

### 参加ミュージシャン
- 「Running High」
  - Ryo Takahashi – ギター、ベース
  - Shinya（LUNA SEA） - ドラム
- 「Pleasure」
  - re-zi - ギター
  - HIROTOMO - ベース
  - Nozomu Kitamura - ドラム

### Artwork Staff
- Art Director：Takuya Saito（NPC）
- Artwork Coordinator：Yuri Matsumoto（NPC）
- Photographer：Daisuke Honda

### Music Video Staff
- Producer：Akinori Sasaki,Keisuke Nishikawa（SEP）
- Director：Hideki Fukui
- Director of Photography：Takeshi Muramatsu
- Drone Camera：Yuki Endo（HEXaMedia）
- Lighting Director：Motoki Tanaka（TOUCH AND GO）
- Production Manager：Yukari Itabashi
- Making Video Crew：Minoru Kieda,Yukari Itabashi（SEP）

### その他のスタッフ
- Producer：Hiromi Inoue（PONY CANYON）
- Sound Producer & Director：Kohei Yamada（APDREAM）
- Recording & Mixing Engineer：Takehiko Naito（Sound City）
- Recorded at Motoazabu Studio,Sound City Setagaya,PONYCANYON Shibuya Studio
- Mastering Engineer：Yuta Tada（PONY CANYON）
- A&R：Mitsushi Ono（PONY CANYON）
- Sales Promoter：Mikie Nishiguchi（PONY CANYON）
- Merchandising：Karen Koike（PONY CANYON）
- Release Operator：Tomomi Ozawa（PONY CANYON）
- Strategy Consultant：Shigeru Sakaguchi（PONY CANYON）
- Chief Producer：Shinji Horikiri（PONY CANYON）
- Executive Producer：Takahiro Sasaki（PONY CANYON），Youichi Matsuda（I'm Enterprise）
- Artist Management：Yuka Nishijima,Ren Takeda（I'm Enterprise）
- Authoring Team：Ayako Shibata,Fusae Yasuno,Keiko Tani（PONY CANYON ENTERPRISE）
- Hair & Make：Kohei Nakashima（UNVICIOUS）
- Stylist：SUGI（SMB International）
- Official Site：Yuichi Ishizuka（Pierrot）
- Special Thanks：Kiyoshi Yasuhara（E.E.A.）,Choshi Municipal Choshi High School,Everyone who Kindly supported us

## 下野紘バースデーライヴイベント2017-Running High-
2017年4月22日に大阪国際交流センター、4月30日にNHKホールで開催された下野のバースデーライブ。その模様を収録したBlu-ray、DVDが2017年10月4日にポニーキャニオンから発売された。

### 収録内容
| 01         | OPENING～Running High             |
| 02         | 下野紘バースデークイズ 天国と地獄 |
| 03         | 朗読劇 Running High               |
| Live Stage |                                   |
| 04         | Running High                      |
| 05         | ONE CHANCE                        |
| 06         | colors                            |
| 07         | beyond...（Acoustic Version）     |
| 08         | Pleasure                          |
| 09         | リアル-REAL-                      |
| ENCORE     |                                   |
| 10         | ONE CHANCE                        |
| 11         | Pleasure                          |